# مروة بولغور
مروة بولغور (بالتركية: Merve Boluğur)‏ هي ممثلة تركية ولدت في 19 سبتمبر 1987 إسطنبول، تركيا، اشتهرت في عملها بدور السلطانة نوربانو في حريم السلطان الجزء الرابع.

## اعمالها
- مسلسل الساحرات الصغيرات (2006) .... Aysegül
- مسلسل الغافل الأسود ضد الأمير (2006) ....Birgül
- فيلم فيغوا (2007)
- مسلسل الحب مرة اخري (2007) .... Eylül
- فيلم وداعا جيزين (2008) .... Bahar
- مسلسل الرماد والنار (2009) .... Hayal
- مسلسل اسرار البنات(2010) .... Küçük Sırlar
- مسلسل عودة مهند(2011-2013) ....Zeynep
- مسلسل حريم السلطان (2013-2014) .... Nurbanu Sultan
- مسلسل الإعصار الذي بداخلي (2017) .... Ezgi

## روابط خارجية
- مروة بولغور على موقع IMDb (الإنجليزية)
- مروة بولغور على موقع ألو سيني (الفرنسية)
- مروة بولغور على موقع قاعدة بيانات الفيلم (الإنجليزية)
- مروة بولغور على موقع كينوبويسك (الروسية)